# Diego Urzúa
Diego Alonso Urzúa Rojas (Molina, Chile, 4 de febrero de 1997) es un futbolista chileno. Juega de centrocampista y actualmente es jugador de Deportes Santa Cruz de la Primera B de Chile.

## Trayectoria
Nacido en la ciudad de Molina, Urzúa realizó las divisiones inferiores en Provincial Curicó Unido, subiendo al primer equipo en 2016, pero solo fue convocado para algunos partidos en el equipo que se tituló campeón del torneo de Primera B 2016-17, sin ingresar a la cancha. En el Transición de Primera División 2017 jugó sus primeros minutos como profesional en el duelo como visitante contra Universidad de Concepción.
Luego de aquello no volvió a ser considerado para ingresar al campo, por lo que en 2018 fue cedido por una temporada a Iberia de Los Ángeles de la Segunda División Profesional. Allí jugó con más regularidad y también anotó su primer gol oficial, el 5 de mayo a Rangers por la Primera Fase de la Copa Chile 2018. El 12 de mayo volvió a anotar, esta vez por el campeonato, en el triunfo 2-0 de su equipo ante Deportes Santa Cruz.
En el siguiente año volvió a Curicó Unido y paulatinamente ha comenzado a afianzarse en el equipo. El 15 de agosto de 2021, convirtió su primer gol en el cuadro curicano y por Primera División, en el Estadio Municipal de La Cisterna en la victoria de los albirrojos por 2 a 0 ante Palestino.

## Estadísticas
| Club                          | Div           | Temporada     | Liga  | Liga  | Copas nacionales | Copas nacionales | Torneos internacionales | Torneos internacionales | Total | Total |
| Club                          | Div           | Temporada     | Part. | Goles | Part.            | Goles            | Part.                   | Goles                   | Part. | Goles |
| ----------------------------- | ------------- | ------------- | ----- | ----- | ---------------- | ---------------- | ----------------------- | ----------------------- | ----- | ----- |
| Curicó Unido · Chile          | 2ª            | 2016-17       | 0     | 0     | —                | —                | —                       | —                       | 0     | 0     |
| Curicó Unido · Chile          | 1ª            | 2017          | 1     | 0     | 1                | 0                | —                       | —                       | 2     | 0     |
| Iberia · Chile                | 3ª            | 2018          | 19    | 1     | 2                | 1                | —                       | —                       | 21    | 2     |
| Iberia · Chile                | Total club    | Total club    | 19    | 1     | 2                | 1                | 0                       | 0                       | 21    | 2     |
| Curicó Unido · Chile          | 1ª            | 2019          | 4     | 0     | 1                | 0                | —                       | —                       | 5     | 0     |
| Curicó Unido · Chile          | 1ª            | 2020          | 10    | 0     | —                | —                | —                       | —                       | 10    | 0     |
| Curicó Unido · Chile          | 1ª            | 2021          | 24    | 1     | 2                | 0                | —                       | —                       | 26    | 1     |
| Curicó Unido · Chile          | 1ª            | 2022          | 19    | 0     | 3                | 0                | —                       | —                       | 22    | 0     |
| Curicó Unido · Chile          | 1ª            | 2023          | 9     | 0     | —                | —                | 1                       | 0                       | 10    | 0     |
| Deportes Puerto Montt · Chile | 2.ª           | 2023          | 13    | 0     | 2                | 0                | —                       | —                       | 15    | 0     |
| Deportes Puerto Montt · Chile | Total club    | Total club    | 13    | 0     | 2                | 0                | 0                       | 0                       | 15    | 0     |
| Curicó Unido · Chile          | 2.ª           | 2024          | 26    | 1     | 1                | 0                | —                       | —                       | 27    | 1     |
| Curicó Unido · Chile          | Total club    | Total club    | 93    | 2     | 8                | 0                | 1                       | 0                       | 102   | 2     |
| Deportes Santa Cruz · Chile   | 2.ª           | 2025          | 8     | 0     | 4                | 0                | —                       | —                       | 12    | 0     |
| Deportes Santa Cruz · Chile   | Total club    | Total club    | 8     | 0     | 4                | 0                | 0                       | 0                       | 12    | 0     |
| Total carrera                 | Total carrera | Total carrera | 133   | 3     | 16               | 1                | 1                       | 0                       | 150   | 4     |
| 1. 2. 3.                      |               |               |       |       |                  |                  |                         |                         |       |       |

## Palmarés

### Títulos nacionales
| Título    | Club         | País  | Año     |
| --------- | ------------ | ----- | ------- |
| Primera B | Curicó Unido | Chile | 2016-17 |